# Kristian Eriksen
Kristian Eriksen (Hamar, 18 luglio 1995) è un calciatore norvegese, centrocampista del Molde.

## Carriera

### Club
Eriksen è cresciuto nelle giovanili del Vang, per poi entrare a far parte di quelle dell'HamKam.
Ha esordito in 1. divisjon con questa maglia, subentrando ad Heiðar Júlíusson nella sconfitta per 3-1 subita in casa del Nest-Sotra. Il 24 agosto successivo ha trovato la prima rete con questa maglia, nella partita persa per 2-3 contro il Sandefjord. Al termine di quella stagione, l'HamKam è retrocesso in 2. divisjon.
Nel 2016, Eriksen è passato al Brumunddal, sempre in 2. divisjon. Ha debuttato con la nuova maglia il 9 aprile, in occasione della sconfitta per 0-4 subita in casa contro l'Elverum. Il 22 maggio 2016 ha segnato la prima rete, nella partita persa per 1-3 contro la sua ex squadra dell'HamKam. Rimasto in squadra per un biennio, ha totalizzato 44 presenze e 9 reti per il Brumunddal, tra tutte le competizioni.
Nel 2018, Eriksen è stato tesserato dall'Elverum. Ha giocato la prima partita con la nuova maglia il 14 aprile, subentrando a Marko Jondić nella sconfitta per 4-0 subita in casa del Raufoss. Il 15 luglio 2018 ha trovato la prima rete, sempre contro il Raufoss, contribuendo alla vittoria per 2-1 della sua squadra.
A causa della pandemia di COVID-19, la stagione 2020 nelle divisioni norvegesi è stato inizialmente posticipata e poi definitivamente cancellata. Eriksen ha continuato ad allenarsi con l'Elverum, ma senza contratto. Il giocatore si è quindi messo in contatto con la sua ex squadra dell'HamKam, chiedendo di tornare ad allenarsi con loro. Il direttore sportivo del club, Espen Olsen, ha dichiarato di aver ricevuto moltissime richieste di questo tipo in quel periodo, molte delle quali rimaste inevase, ma che aveva voluto concedere una possibilità a Eriksen. Dopo una prima sessione di allenamento non entusiasmante, per Eriksen è stato predisposto un rigoroso programma d'allenamento individuale. Il 23 settembre 2020 ha quindi firmato un contratto valido fino al termine della stagione con l'HamKam. Il 25 settembre è tornato quindi a calcare i campi della 1. divisjon, sostituendo Adeleke Akinyemi nella vittoria per 1-2 in casa del Kongsvinger.
Il 15 giugno 2021 ha prolungato il contratto che lo legava all'HamKam, fino al 31 dicembre 2023. Pur giocando da centrocampista, nell'estate dello stesso anno risultava essere il miglior marcatore stagionale della squadra, con l'HamKam primo in classifica. A fine stagione, la squadra ha centrato la promozione in Eliteserien ed Eriksen ha vinto il premio come miglior giocatore del campionato durante la Fotballfesten.
Il 16 marzo 2022 è stato scelto come vicecapitano dell'HamKam, alle spalle di Aleksander Melgalvis Andreassen. Il 2 aprile successivo ha esordito nella massima divisione locale, trovando anche una rete nel pareggio casalingo per 2-2 contro il Lillestrøm.
Il 2 agosto 2022, Eriksen ha firmato ufficialmente per il Molde. Il 4 agosto ha esordito con la nuova maglia, nei turni preliminari della Conference League: è subentrato a Rafik Zekhnini nella vittoria per 3-0 sul Kisvárda.

## Statistiche

### Presenze e reti nei club
Statistiche aggiornate al 6 ottobre 2022.
| Stagione          | Club              | Campionato        | Campionato | Campionato | Coppe nazionali | Coppe nazionali | Coppe nazionali | Coppe continentali | Coppe continentali | Coppe continentali | Supercoppe | Supercoppe | Supercoppe | Totale | Totale |
| Stagione          | Club              | Comp              | Pres       | Reti       | Comp            | Pres            | Reti            | Comp               | Pres               | Reti               | Comp       | Pres       | Reti       | Pres   | Reti   |
| ----------------- | ----------------- | ----------------- | ---------- | ---------- | --------------- | --------------- | --------------- | ------------------ | ------------------ | ------------------ | ---------- | ---------- | ---------- | ------ | ------ |
| 2014              | HamKam            | 1D                | 26         | 1          | CN              | 3               | 0               | -                  | -                  | -                  | -          | -          | -          | 29     | 1      |
| 2015              | HamKam            | 2D                | 17         | 0          | CN              | 2               | 0               | -                  | -                  | -                  | -          | -          | -          | 19     | 0      |
| 2016              | Brumunddal        | 2D                | 19         | 5          | CN              | 1               | 0               | -                  | -                  | -                  | -          | -          | -          | 20     | 5      |
| 2017              | Brumunddal        | 2D                | 22         | 3          | CN              | 2               | 1               | -                  | -                  | -                  | -          | -          | -          | 24     | 4      |
| Totale Brumunddal | Totale Brumunddal | Totale Brumunddal | 41         | 8          |                 | 3               | 1               |                    | -                  | -                  |            | -          | -          | 44     | 9      |
| 2018              | Elverum           | 2D                | 24         | 2          | CN              | 2               | 0               | -                  | -                  | -                  | -          | -          | -          | 26     | 2      |
| 2019              | Elverum           | 2D                | 22         | 5          | CN              | 2               | 0               | -                  | -                  | -                  | -          | -          | -          | 24     | 5      |
| Totale Elverum    | Totale Elverum    | Totale Elverum    | 46         | 7          |                 | 4               | 0               |                    | -                  | -                  |            | -          | -          | 50     | 7      |
| set.-dic. 2020    | HamKam            | 1D                | 15         | 2          | -               | -               | -               | -                  | -                  | -                  | -          | -          | -          | 15     | 2      |
| 2021              | HamKam            | 1D                | 30         | 13         | CN              | 3               | 0               | -                  | -                  | -                  | -          | -          | -          | 33     | 13     |
| gen.-ago. 2022    | HamKam            | ES                | 16         | 4          | CN              | 2               | 1               | -                  | -                  | -                  | -          | -          | -          | 18     | 5      |
| Totale HamKam     | Totale HamKam     | Totale HamKam     | 104        | 20         |                 | 10              | 1               |                    | -                  | -                  |            | -          | -          | 114    | 21     |
| ago.-dic. 2022    | Molde             | ES                | 13         | 2          | CN              | 2               | 1               | UECL               | 10                 | 1                  | -          | -          | -          | 25     | 4      |
| 2023              | Molde             | ES                | 29         | 4          | CN              | 7               | 2               | UCL+UEL+UECL       | 6+5+3              | 2+4+0              | -          | -          | -          | 50     | 12     |
| 2024              | Molde             | ES                | 28         | 14         | CN              | 6               | 2               | UEL+UECL           | 6+10               | 2+1                | -          | -          | -          | 50     | 19     |
| Totale Molde      | Totale Molde      | Totale Molde      | 70         | 20         |                 | 15              | 5               |                    | 40                 | 10                 |            | -          | -          | 125    | 35     |
| Totale            | Totale            | Totale            | 261        | 55         |                 | 32              | 7               |                    | 40                 | 10                 |            | -          | -          | 333    | 72     |

## Palmarès

### Club

#### Competizioni nazionali
- Coppa di Norvegia: 1

Molde: 2023